# Škvarč
Škvarč [škvárč] je priimek več znanih osebnosti.

## Nosilci priimka
- Andraž Škvarč, rokometaš
- Sandi Škvarč, novinar